# Jesús Fernández Sáez
Jesús Joaquín Fernández Sáenz de la Torre (Cádiz, 1993. november 19. –), leggyakrabban Suso, spanyol labdarúgó, a Sevilla középpályása.

## Pályafutása
A Liverpool akadémiáján nevelkedett, majd később a felnőttek között is játszott. Itt csupán csak 14 meccsen lépett pályára. Végül az AC Milan igazolta le 2015-ben.

## Sikerei, díjai
Spanyolország U19
- U19-es Európa-bajnokság: 2012

Milan
- Olasz szuperkupa: 2016

Sevilla
- Európa-liga: 2019–20, 2022–23

## Statisztikái

### Klubokban
2018. február 25-én lett frissítve.
| Klub               | Szezon           | Liga             | Liga            | Liga  | Kupa            | Kupa  | Európai         | Európai | Egyéb           | Egyéb | Összesen        | Összesen |
| Klub               | Szezon           | Bajnokság        | Pályára lépések | Gólok | Pályára lépések | Gólok | Pályára lépések | Gólok   | Pályára lépések | Gólok | Pályára lépések | Gólok    |
| ------------------ | ---------------- | ---------------- | --------------- | ----- | --------------- | ----- | --------------- | ------- | --------------- | ----- | --------------- | -------- |
| Liverpool          | 2012–2013        | Premier League   | 14              | 0     | 1               | 0     | 4               | 0       | 1               | 0     | 20              | 0        |
| Liverpool          | 2014–15          | Premier League   | 0               | 0     | 0               | 0     | —               | —       | 1               | 1     | 1               | 1        |
| összesen           | összesen         | összesen         | 14              | 0     | 1               | 0     | 4               | 0       | 2               | 1     | 21              | 1        |
| Almería (loan)     | 2013–2014        | La Liga          | 33              | 3     | 2               | 0     | —               | —       | —               | —     | 35              | 3        |
| összesen           | összesen         | összesen         | 33              | 3     | 2               | 0     | —               | —       | —               | —     | 35              | 3        |
| Milan              | 2014–2015        | Serie A          | 5               | 0     | 1               | 0     | —               | —       | —               | —     | 6               | 0        |
| Milan              | 2015–2016        | Serie A          | 1               | 0     | 1               | 0     | —               | —       | —               | —     | 2               | 0        |
| Milan              | 2016–2017        | Serie A          | 34              | 7     | 2               | 0     | —               | —       | 1               | 0     | 37              | 7        |
| Milan              | 2017–2018        | Serie A          | 24              | 6     | 3               | 1     | 8               | 1       | –               | –     | 35              | 8        |
| összesen           | összesen         | összesen         | 64              | 13    | 7               | 1     | 8               | 1       | 1               | 0     | 80              | 15       |
| Genoa (Kölcsönben) | 2015–16          | Serie A          | 19              | 6     | 0               | 0     | —               | —       | —               | —     | 19              | 6        |
| Összesen           | Összesen         | Összesen         | 19              | 6     | 0               | 0     | —               | —       | —               | —     | 19              | 6        |
| Karrier összesen   | Karrier összesen | Karrier összesen | 130             | 22    | 10              | 1     | 12              | 1       | 3               | 1     | 155             | 25       |

1. ↑  Pályára lépések az FA-kupában
2. ↑  Pályára lépések az Európa-ligában
3. 1 2  Pályára lépések az Angol Ligakupában
4. ↑  Pályára lépések a Copa del Reyben
5. 1 2  Pályára lépések a Coppa Italiában
6. ↑  Pályára lépések az Supercoppa Italiában
7. ↑  Pályára lépések az Európa-ligában